# 格魯吉亞國家圖書館

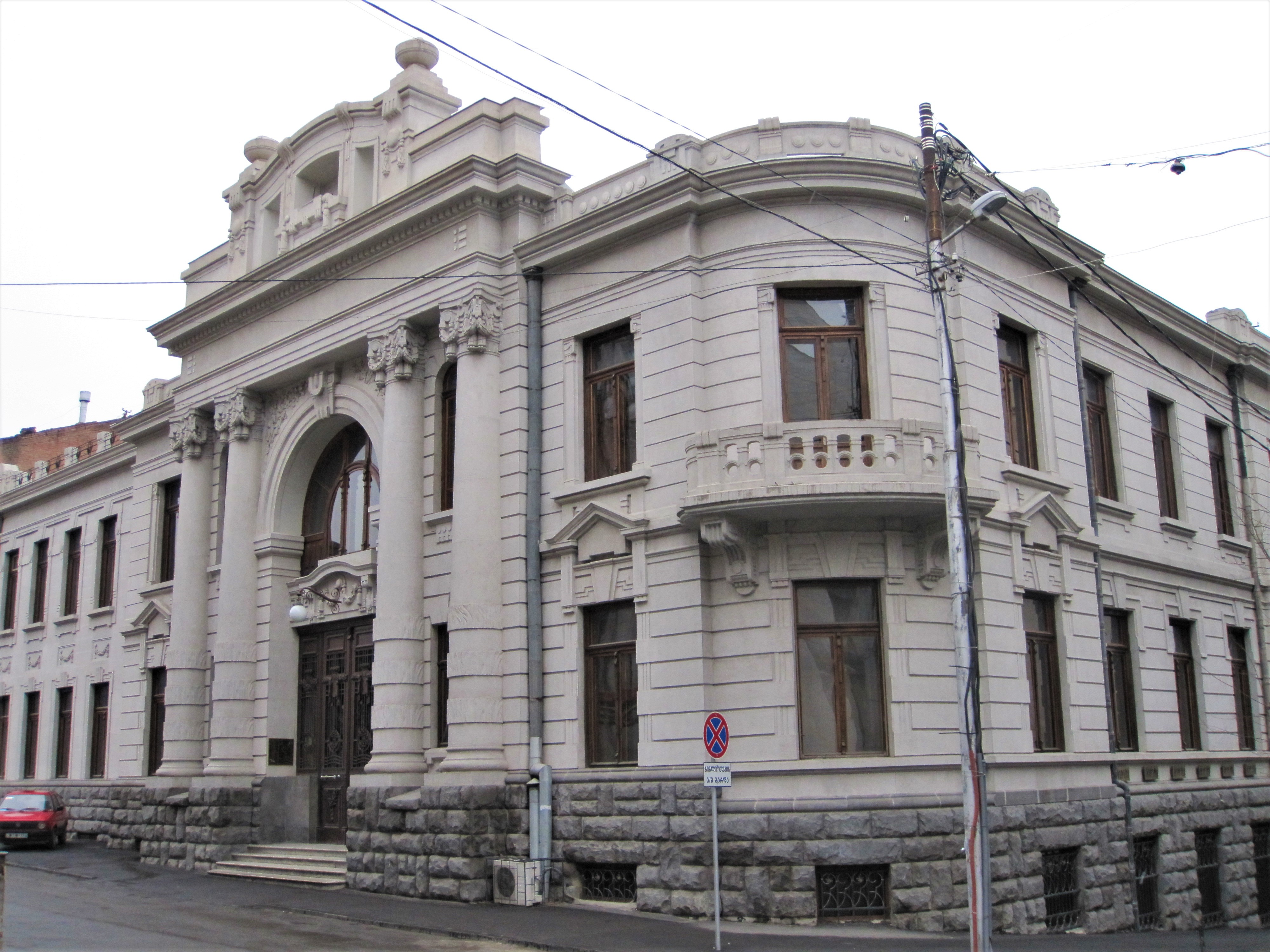
格魯吉亞國家圖書館大樓

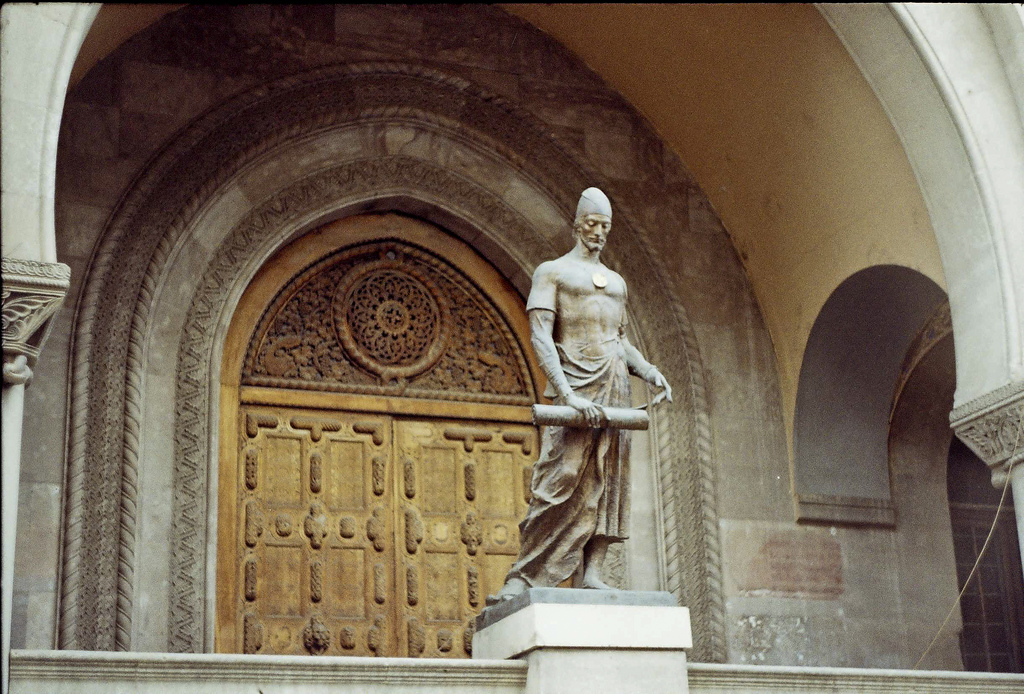
圖書館入口處的紹塔·魯斯塔韋利像

格魯吉亞國家圖書館，或稱格鲁吉亚国立公共图书馆，是格魯吉亞的國家圖書館。這座圖書館於1846年建立在首都第比利斯，原即“第比利斯公共图书馆”，1946年改現名。此圖書館藏書量達800萬。

## 外部連結
- 官方网站
- 數字圖書館 （页面存档备份，存于） （英文）

41°41′50″N 44°48′02″E / 41.6972°N 44.8006°E